# Leucania leucosta
Leucania leucosta är en fjärilsart som beskrevs av Oswald Beltram Lower 1901. Leucania leucosta ingår i släktet Leucania och familjen nattflyn. Inga underarter finns listade i Catalogue of Life.